# Sun Koh
Sun Koh – Der Erbe von Atlantis ist eine Fantasy-Heftromanserie, die von Paul Alfred Müller unter dem Pseudonym Lok Myler 1933–36 für den Bergmann-Verlag in Leipzig in 150 Folgen geschrieben wurde.
Die Serie erreichte bis 1945 drei Auflagen, wobei ab der zweiten Auflage starke Textveränderungen vorgenommen wurden, sowie eine Buchausgabe. Nach dem Krieg erschienen in Deutschland, Österreich und in der Schweiz drei weitere Heftauflagen. Eine erneut bearbeitete Buchausgabe der Serie erschien zwischen 1958 und 1961 in 37 Leihbuch-Bänden im Hermann-Borgsmüller-Verlag. Diese Ausgabe diente als Grundlage für die von 1978 bis 1980 erschienene Taschenbuchausgabe der Serie, die unter dem Pseudonym Freder van Holk im Pabel-Verlag herausgegeben wurde. Alle Nachkriegsausgaben wurden um rassistische, antisemitische oder allgemein das Deutschtum verherrlichende Ausdrücke gekürzt.
Im Jahr 2005 startete der Zürcher SSI-Verlag eine Werkausgabe, die die Originalfassung der Romane enthält und in der die Änderungen der Nachauflagen dokumentiert sind. Bisher (Stand Januar 2015) ist nur der erste Band der Werkausgabe erschienen, welcher die ersten fünf Romanhefte enthält. Im  Jahre 2013 startete der Verlag Dieter von Reeken eine weitere Neuauflage. In neun Bänden mit jeweils 15 bis 17 Einzelheften, Bildmaterial und umfangreichen Anhang erschien die ganze Serie neu aufgelegt; der letzte Band wurde Anfang 2015 veröffentlicht. Grundlage ist die Erstauflage der Hefte, wobei die rassistischen Passagen unbearbeitet, aber auch kritisch mit übernommen worden sind, der im Original in Faktura gesetzte Text in Antiqua umgewandelt und die Rechtschreibung an die aktuellen Regeln angepasst wurde.

## Inhalt
Im ersten Band landet ein Mann, nur mit einem Schlafanzug bekleidet, per Fallschirm in London – Sun Koh, der bronzehäutige Prinz von Atlantis. Er ist der letzte Überlebende seines verschollenen Kontinents und trägt eine große Verantwortung: Alten Überlieferungen zufolge werde Atlantis wieder aus dem Ozean auftauchen.
Kohs einzige Erinnerung besteht darin, das Londoner Excelsior-Hotel aufzusuchen. Dort trifft er zwei Personen, die ihn von nun an bei seinen vielen Abenteuern treu begleiten werden: den oft vorlauten Liftjungen Hal Mervin und den unbesiegten Schwergewichtsboxer Jack Holligan, einen Mann vom Stamm der Joruba, der lieber Nimba genannt werden möchte. Weiterhin trifft Sun Koh auf seinen Erzgegner, den Mexikaner Juan Garcia, aus dessen Händen er seine heimliche Liebe Joan Martini befreien muss. Auch die von ihm verschmähte Lady Houston sorgt für unangenehme Zwischenfälle.
Sun Koh erfährt, dass Garcia für den Tod seiner Eltern verantwortlich sei und dass dieser in der Sonnenstadt der Maya auf der Halbinsel Yucatan einen Zwillingsbruder habe: den verschrobenen, aber gutmütigen Manuel Garcia. Dieser hat ein riesiges Lager wertvoller Maya-Hinterlassenschaften gefunden, auf die er Sun Koh nach und nach den Zugriff gewährt. Damit ist Koh finanziell unabhängig und kann sich in aller Welt Wissenschaftler zusammensuchen, die ihn mit ihren Erfindungen unterstützen können, sobald Atlantis wieder aus den Fluten auftaucht. Bei seinen unzähligen Abenteuern findet Sun Koh auch wiederholt Hinweise und rätselhafte Bauten, welche darauf hindeuten, dass ein Teil der Atlanter den Untergang überlebt hat und sich auf anderen Kontinenten niederließ. Schließlich erhebt sich Atlantis wieder aus den Fluten, Juan Garcia will Sun Koh sein Erbe entreißen. Doch mit Hilfe seiner Freunde kann Koh seinen Erzfeind besiegen. Zusammen mit Joan Martini betritt er den wiedergeborenen Kontinent.

## Die 150 Originalfolgen
1933
- 1 Ein Mann fällt vom Himmel
- 2 Ein Fetzen Pergament
- 3 Sensation um Strohhalme
- 4 Die mordende Quelle
- 5 Schach dem Tode
- 6 Der Schatz der Mayas
- 7 Das zersprengte Dreieck
- 8 Die Menschenfalle
- 9 Das hypnotische Unterseeboot
- 10 Das Gas des Wahnsinns
- 11 Der Friedhof des Atlantik
- 12 Der eisige Blitz
- 13 Schüsse über Arizona
- 14 Der Cañon des Todes
- 15 Die schwebende Burg
- 16 Geschoß auf Abwegen
- 17 Der Tau der Hölle
- 18 Wirbel um Diamanten
- 19 Der flüsternde Knoten
- 20 Der Schleier des Kondors
- 21 Der Geist der Inka
- 22 Das verschlossene Reich
- 23 Das entfesselte Hormon (2. Aufl.: Der entfesselte Blutstoff)
- 24 R 2 sinkt
- 25 Die schwimmende Goldfabrik
- 26 Die Schatten von Lissabon
- 27 Die sprechende Schleuse
- 28 Brennende Luft
- 29 Die lebende Rakete (2. Aufl.: In den Katakomben von Malta)
- 30 Die rote Stadt
- 31 Der lachende Teufel des Wassers
- 32 Der lächelnde Tod
- 33 Eine Spritze Tollwut
- 34 Die Schlangenfalle
- 35 Die Gefangenen der Pharaonen
- 36 Die künstliche Seele (2. Aufl.: Juan Garcia entflieht)

1934
- 37 Der mordende Schall
- 38 Irrlichter über Saigon
- 39 Der Tiger von Angkor
- 40 Die Krone der Khmer
- 41 Die gestreifte Nase (2. Aufl.: Die Spur des Chinesen)
- 42 Dynamit unter Hongkong
- 43 Das verrückte Schiff
- 44 Götter der Einsamkeit (2. Aufl.: Menschen der Einsamkeit)
- 45 Die Faust der Erde
- 46 Piraten an Bord
- 47 Die Rache der Verschmähten (2. Aufl.: Die Verschwundene)
- 48 Die weiße Hölle
- 49 Alaska-Jim
- 50 LFD-103 überfährt alle Signale
- 51 Die flüssige Pest
- 52 Die Toten von San Miguel
- 53 Der weiße Sultan
- 54 Der Atlas brennt
- 55 Fesseln der Tuareg
- 56 Flucht durch die Wüste
- 57 Vorpostengefecht
- 58 Die witternde Meute
- 59 Die Unsichtbaren
- 60 Der Damm der Verzweiflung
- 61 Der fressende Kreis
- 62 Das funkelnde Grab
- 63 Flucht ins Gefängnis
- 64 Die Brüder der sinkenden Sonne
- 65 Die Gefangenen Buddhas
- 66 Die Rache Tibets
- 67 Jimmy Beckett wird ernst
- 68 Die zerfetzte Brücke
- 69 Die fliegenden Geister
- 70 Die Spur Nippons
- 71 Kampf im Dreieck
- 72 Der rächende Sturz
- 73 Das blinde Genie
- 74 Attentat auf den Südpol
- 75 Die Meuterer
- 76 Die goldene Insel
- 77 Das Tal der Sklaven
- 78 Sydney, Blaue Berge und zurück
- 79 Mensch verloren
- 80 Die mechanische Hypnose
- 81 Weiße Neger
- 82 Der Kaiser von Afrika
- 83 Der verschwundene Tiefseekreuzer
- 84 Der Atlantikpirat
- 85 Der ehrliche Finder
- 86 Der verzauberte Wald
- 87 Der fremde Hut
- 88 Chicago auf Abstecher

1935
- 89 Rakete am Start
- 90 Fahrt durch das Weltall
- 91 Der Diamantenfluß
- 92 Mord am Tibagy
- 93 Gericht der Garimpeiros
- 94 Der verbrecherische Automat
- 95 Trommeln am Amazonenstrom
- 96 Die fiebernde Hölle
- 97 Weiße Indianer
- 98 Gesetz über Leben und Tod
- 99 Die Schlinge
- 100 Der entführte Gefangene
- 101 Diplomaten und Verbrecher
- 102 Jack Dudle hat Erfolg
- 103 Die schwarze Schnur
- 104 Das zerbrechende Haus
- 105 Minen unter Ophir
- 106 Flucht aus dem Sklavental
- 107 Das schwere Wasser
- 108 Die verlorene Karawane
- 109 Die klopfenden Geister
- 110 Die brennenden Tempel
- 111 Explosion an Bagger sieben
- 112 Volk unter Tag
- 113 Der Gefühlssender
- 114 Notboje auf dem Ozean
- 115 Pyramide unter Wasser
- 116 Harry Shurman funkt
- 117 4000 Meter unter dem Meer
- 118 Der Feigling
- 119 Die Felsbogen Ranch
- 120 Indianer am Wege
- 121 Der steinerne Wald
- 122 Der Schatz aus dem Weltenraum
- 123 Die Stadt der Blinden
- 124 Dr. Crage spielt aus
- 125 Und Zipp atmet
- 126 Kampf ums Tal
- 127 Männer unter Masken
- 128 Die Räuber vom Pfirsichblütenberg
- 129 Die Nacht der Befreiung
- 130 Die goldene Kassette
- 131 Die Insel des Unheils
- 132 Diamanten oder Dynamit
- 133 Männer unter dem Eis
- 134 Die Stunde der Kameradschaft
- 135 Mammutjäger
- 136 Alles Böse trägt seinen Stachel in sich
- 137 Mordpalaver
- 138 Das rotgefederte Ei
- 139 Nimbas Tod
- 140 Der große Unbekannte

1936
- 141 Zwischenfall
- 142 Tarnung
- 143 Der Falsche
- 144 Robert Dunn verkauft
- 145 Der Schatten des Größeren
- 146 Hammer oder Amboß
- 147 Die Masken fallen
- 148 Das letzte Zeichen
- 149 Vulkane im Atlantik
- 150 Atlantis